# Agostino Borromeo

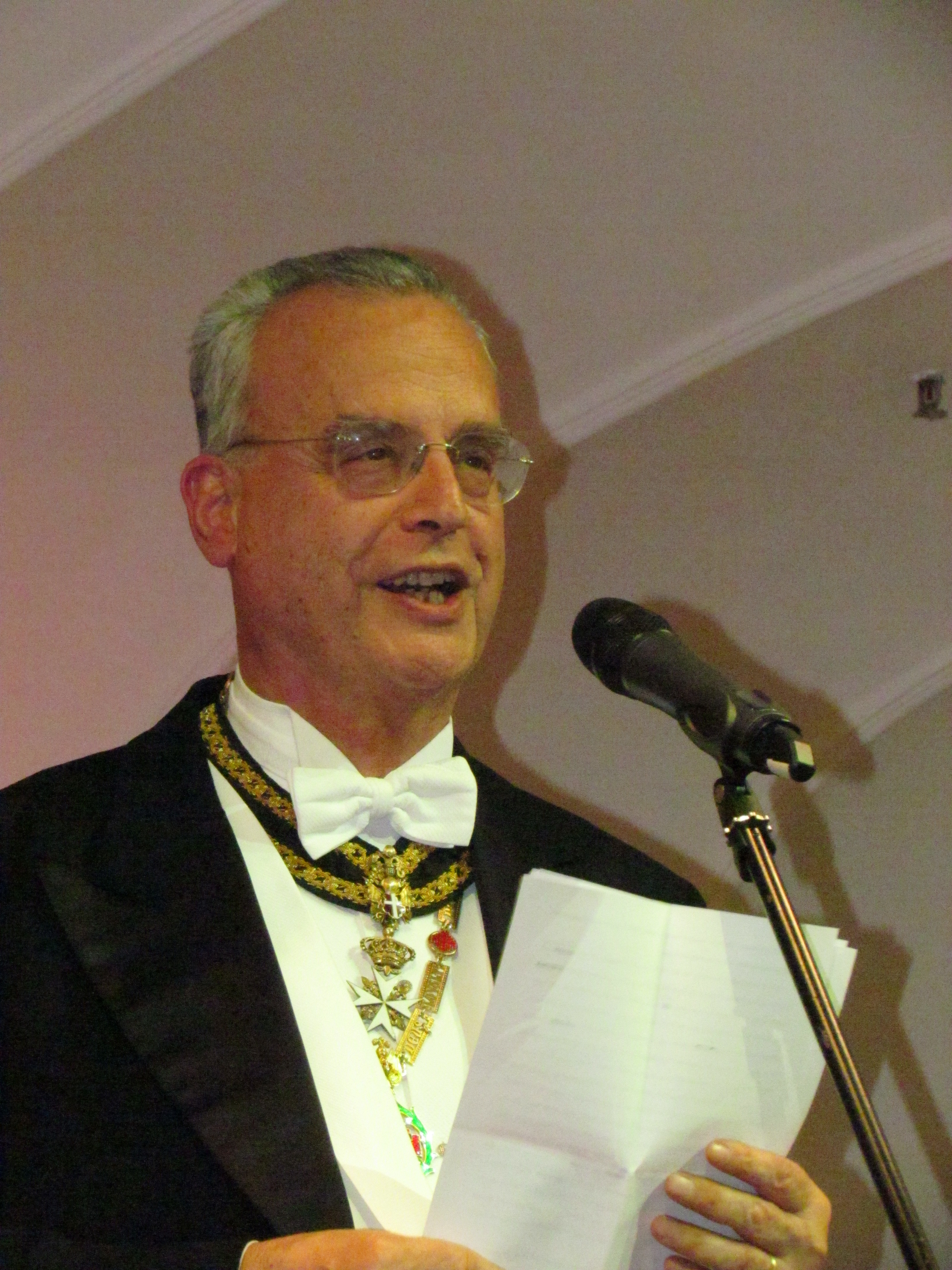
Agostino Borromeo (OESSH München 2012)

Agostino Giorgio Borromeo (* 24. Januar 1944 in Oreno bei Mailand; † 4. Februar 2024 in Rom) war ein italienischer Historiker.

## Familie
Agostino Borromeo stammte aus dem italienischen Adelsgeschlecht der Borromeo. Er war eines von fünf Kindern aus der Ehe von Conte Giovanni Ludovico Borromeo d Adda, dei marchesi di Pandino, dei conti di Arona (1911–2002) und Egidia dei Conti Cigala Fulgosi (1911–1990). 1988 heiratete er in Mejorada del Campo, einem Ort in der Nähe von Madrid, Beatriz Gonzalez de la Bastida Vargas; der Familie entstammen drei Kinder.
Sein vollständiger Familienname war „Conte Don Agostino Giorgio, Conte di Arona, Signore di Laveno, Camairago e Guardasone, Consignore della Pieve di Seveso, Signore di Omegna, Vegezzo, Vergante, Agrate e Palestro, Signore di Angera e Cannobio e Patrizio Milanese.“
Agostino Borromeo starb am 4. Februar 2024 im Alter von 80 Jahren in Rom. Die Beerdigung fand am 6. Februar 2024 in der Basilika der Zwölf Heiligen Apostel in Rom statt.

## Leben und Wirken
Agostino Borromeo studierte Politikwissenschaft an der Universität La Sapienza Rom, zudem absolvierte er ein Musikstudium in Klavier, Orgel und Orgelkomposition. Er war Professor für Moderne Geschichte und Zeitgeschichte der Kirche und der anderen christlichen Konfessionen und Ordinarius für Kirchengeschichte an der Universität La Sapienza und hatte eine ständige Gastprofessur an der LUMSA für Geschichte des Christentums und der Kirchen.
Borromeo veröffentlichte mehr als 180 Schriften in seinem Lehr- und Forschungsschwerpunkt über die religiöse Geschichte Südeuropas sowie auch in Musikwissenschaft und Musikkritik. Er war Mitglied zahlreicher wissenschaftlicher und kultureller Einrichtungen, Präsident des italienischen Institutes für iberische Studien (seit 1991), Präsident des „Circolo di Roma“ (seit 1993), einer 1949 gegründeten internationalen katholischen Gesellschaft, und seit 2006 Präsident der „Associazione Don Giuseppe De Luca“, einem Forschungsinstitut auf dem Gebiet der Religionsgeschichte. Borromeo galt als einer der führenden Experten für die römische Inquisition. Er koordinierte die internationalen Symposien im Anschluss an die Eröffnung des Archivs der Glaubenskongregation von 1998 bis zum letzten, das vor wenigen Monaten, im November 2023, anlässlich des 25. Jahrestags der Eröffnung des Archivs stattfand. Er enthüllte die administrativen Abläufe der Inquisitionskongregation, einer damaligen repressiven religiösen Institution, die mit einem eigenen weltweiten Netzwerk massiv gegen Freidenker und Progressive in Italien und Europa vorging. Er untersuchte die Religionsgeschichte Spaniens und der spanischen Herrschaften in Italien sowie die Rolle des Veltlins als verbindender Kulturraum zwischen Italien und der Helvetischen Eidgenossenschaft. Agostino Borromeo war zudem Experte für das Leben und Wirken von Papst Clemens VIII.
Agostino Borromeo war seit 1985 Mitglied des Ritterordens vom Heiligen Grab zu Jerusalem und Großkreuz-Ritter, später Kollarritter des Päpstlichen Ritterordens. Er war von 1995 bis 2002 Mitglied des Großmagisteriums in Rom und von 2002 bis 2004 Kanzler des Päpstlichen Ritterordens. 2009 wurde Agostino Borromeo von John Patrick Kardinal Foley als Nachfolger von Pier Luigi Parola zum Generalgouverneur des Ritterordens vom Heiligen Grab zu Jerusalem berufen. Zum 29. Juni 2017 gab er sein Amt weiter an Leonardo Visconti di Modrone. Am 27. Juli 2017 wurde er von Kardinal-Großmeister Edwin Frederick O’Brien zum Nachfolger von Giuseppe Dalla Torre del Tempio di Sanguinetto im Amt des Generalstatthalters berufen. Am 25. April 2023 wurde seinem Rücktrittsgesuch durch Kardinal Filoni stattgegeben, der ihn gleichzeitig zum Ehren-Generalstatthalter ernannte.
Borromeo war Mitglied des Internationalen Verwaltungsrats der Universität Bethlehem und auch des Souveränen Malteserorden.

## Ehrungen und Auszeichnungen
- Großkreuz-Ritter des Konstantinordens (1993/94)[8]
- Träger des Januariusorden[8]
- Korrespondierendes Mitglied der Königlichen Akademie für Geschichte (Real Academia de la Historia) in Madrid (1988)
- Korrespondierendes Mitglied der Portugiesischen Akademie für Geschichte (Academia Portuguesa da História) in Lissabon (1992)
- Mitglied der italienischen Gesellschaft für Musikwissenschaft (Società Italiana di Musicologia) (2000)
- Mitglied des Päpstlichen Komitees für Geschichtswissenschaft (2001)

## Schriften
- La Valtellina crocevia dell'Europa: politica e religione nell'età della Guerra dei trent'anni., Mondadori Milano 1998
- Storia religiosa della Spagna., Centro Ambrosiano Milano 1998, ISBN 978-8880251798
- L' inquisizione : atti del simposio internazionale: Città del Vaticano, 29-31 ottobre 1998., Biblioteca Apostolica Vaticana 2003, ISBN 978-8821007613 L'inquisizione (Studi e testi, 417) PDF-Datei
- mit Thomas James Dandelet (Herausgeber), John A. Marino (Herausgeber): Spain in Italy: Politics, Society, and Religion 1500–1700., American Academy Rome 2006, ISBN 978-9004154292
- mit  Hans Ernst Weidinger (Herausgeber), Pierantonio Piatti (Herausgeber): Europa cristiana e Impero Ottomano: Momenti e Problematiche (Ottomania), Hollitzer Wissenschaftsverlag 2020, ISBN 978-3990121863

### Artikel
- Filippo II e il papato, IN: Filippo II e il Mediterraneo (Quaderni della Giunta centrale per gli studi storici; 3; S. 1–59),  GLF Editori Laterza 2003
- Armando Saitta e l'Onomasticon dell'Inquisizione italiana, IN: Cultura e organizzazione : Armando Saitta e la storiografia italiana del secondo Novecento, I libri di Viella 2023; S. 163–183.